# Ada (Serbia)
Ada (cyr. Ада) – miasto w Serbii, w Wojwodinie, w okręgu północnobanackim, siedziba gminy Ada. Leży w regionie Banat. W 2011 roku liczyło 9564 mieszkańców.

## Współpraca
- Újbuda, Węgry
- Makó, Węgry
- Inárcs, Węgry
- Nemesnádudvar, Węgry
- Joseni, Rumunia